# Босівська сільська рада
Босі́вська сільська́ ра́да — адміністративно-територіальна одиниця та орган місцевого самоврядування в Лисянському районі Черкаської області. Адміністративний центр — село Босівка.

## Загальні відомості
- Населення ради: 1 016 осіб (станом на 2001 рік)

## Населені пункти
Сільській раді були підпорядковані населені пункти:
- с. Босівка
- с. Товсті Роги

## Склад ради
Рада складалася з 15 депутатів та голови.
- Голова ради:
- Секретар ради: Шваюк Оксана Миколаївна

### Керівний склад попередніх скликань
| Прізвище, ім'я, по батькові | Основні відомості                                    | Дата обрання | Дата звільнення |
| --------------------------- | ---------------------------------------------------- | ------------ | --------------- |
| Ільницький Валерій Іванович | Сільський голова, 1949 року народження, безпартійний | 26.03.2006   | 31.10.2010      |
|                             |                                                      | 31.10.2010   |                 |

Примітка: таблиця складена за даними сайту Верховної Ради України

### Депутати
За результатами місцевих виборів 2010 року депутатами ради стали:

#### За суб'єктами висування
| Суб'єкт висування                                       | Кількість обраних депутатів | %    |
| ------------------------------------------------------- | --------------------------- | ---- |
| Самовисування                                           | 9                           | 60   |
| Партія регіонів                                         | 3                           | 20   |
| Народна партія                                          | 2                           | 13,3 |
| Соціально-екологічна партія «Союз. Чорнобиль. Україна.» | 1                           | 6,7  |

#### За округами
| № округу                                                | Прізвище, ім'я, по батькові        | Дата визнання обраним | Освіта           | Партійна приналежність                                        | Відомості про обраного депутата                    |
| ------------------------------------------------------- | ---------------------------------- | --------------------- | ---------------- | ------------------------------------------------------------- | -------------------------------------------------- |
| Народна Партія                                          |                                    |                       |                  |                                                               |                                                    |
| 1                                                       | Зіненко Людмила Іванівна           | 03.11.2010            | вища             | член Народної партії                                          | Дитячий садок «Веселка», вихователь                |
| 3                                                       | Гоменюк Людмила Василівна          | 03.11.2010            | вища             | член Народної партії                                          | тимчасово не працює                                |
| Партія регіонів                                         |                                    |                       |                  |                                                               |                                                    |
| 6                                                       | Коваль Тамара Миколаївна           | 03.11.2010            | вища             | член Партії регіонів                                          | Босівська загальноосвітня школа І-ІІ ст., директор |
| 9                                                       | Підлісник Олена Олексіївна         | 03.11.2010            | незакінчена вища | член Партії регіонів                                          | Сільська рада, бухгалтер                           |
| 10                                                      | Бакал Світлана Василівна           | 03.11.2010            | вища             | член Партії регіонів                                          | приватний підприємець                              |
| Соціально-екологічна партія «Союз. Чорнобиль. Україна.» |                                    |                       |                  |                                                               |                                                    |
| 5                                                       | Піддубний Степан Миколайович       | 03.11.2010            | середня          | член Соціально-екологічної партії «Союз. Чорнобиль. Україна.» | пенсіонер                                          |
| Самовисування                                           |                                    |                       |                  |                                                               |                                                    |
| 2                                                       | Шваюк Оксана Миколаївна            | 03.11.2010            | незакінчена вища | позапартійна                                                  | Босівська сільська рада, землевпорядник            |
| 4                                                       | Марценюк Василь Андрійович         | 03.11.2010            | середня          | позапартійний                                                 | фермерське господарство «Персть»                   |
| 7                                                       | Стемповський Віктор Іванович       | 03.11.2010            | середня          | позапартійний                                                 | НВФ «Урожай», електрик                             |
| 8                                                       | Пукаленко Олег Петрович            | 03.11.2010            | вища             | позапартійний                                                 | СПП «Біле Озеро», охоронець                        |
| 11                                                      | Побережнюк Володимир Олександрович | 03.11.2010            | середня          | позапартійний                                                 | тимчасово не працює                                |
| 12                                                      | Шевчук Сергій Вікторович           | 03.11.2010            | вища             | позапартійний                                                 | тимчасово не працює                                |
| 13                                                      | Наумов Володимир Анатолійович      | 03.11.2010            | середня          | позапартійний                                                 | тимчасово не працює                                |
| 14                                                      | Куклінська Наталія Миколаївна      | 03.11.2010            | незакінчена вища | позапартійна                                                  | фельдшерський пункт, фельдшер                      |
| 15                                                      | Побережнюк Юрій Анатолійович       | 03.11.2010            | середня          | позапартійний                                                 | тимчасово не працює                                |

## Населення
Згідно з переписом УРСР 1989 року чисельність наявного населення сільської ради становила 1195 осіб, з яких 515 чоловіків та 680 жінок.
За переписом населення України 2001 року в сільській раді мешкало 998 осіб.

### Мова
Розподіл населення за рідною мовою за даними перепису 2001 року:
| Мова       | Відсоток |
| ---------- | -------- |
| українська | 99,02 %  |
| російська  | 0,79 %   |